# 나카쇼역
나카쇼역(일본어: 中庄駅 나카쇼우에키[*])은 일본 오카야마현 구라시키시에 위치한 서일본 여객철도 소속 철도역이며, 산요 본선의 정차역이다. 노선 명칭상으로는 산요 본선 단독 정차역이지만, 운행 계통상 하쿠비 선 열차도 정차한다.

## 역 구조 및 승강장
단식 · 섬식의 복합형 2면 3선의 플랫폼을 가지는 선상 역사를 가진다. 1번 승강장이 단식, 2·3번 승강장이 섬식 홈이다. 상행선은 1번 승강장, 하행선은 3번 승강장이 되고 있어 중선인 2번 승강장은 정기 여객 열차는 정차하지 않고, 마스캇 스타디움에서의 이벤트시의 임시 열차용으로서 사용된다.
| 플랫폼 | 노선                         | 방향   | 행선지                              |
| ------ | ---------------------------- | ------ | ----------------------------------- |
| 1      | ■산요 본선 (■하쿠비 선) 포함 | 상행선 | 오카야마 ・ 히메지 · 반슈아코 방면  |
| 2      | 임시 플랫폼                  |        |                                     |
| 3      | ■산요 본선                   | 하행선 | 구라시키 · 후쿠야마 방면            |
| 3      | ■하쿠비 선                   | 하행선 | 구라시키 · 빗추타카하시 · 니미 방면 |

## 인접 역
| 서일본 여객철도 산요 본선 | 서일본 여객철도 산요 본선 | 서일본 여객철도 산요 본선 |
| ------------------------- | ------------------------- | ------------------------- |
| 니와세 고베 방면          | ■ 산요 본선               | 구라시키 모지 방면        |